# Comté de Douglas (Wisconsin)
Pour les articles homonymes, voir Comté de Douglas.
Le comté de Douglas est un comté situé dans l'État du Wisconsin aux États-Unis. Son siège est Superior. Selon le recensement de 2000, sa population était de 43 287 habitants.
Superior

## Villes/Villages
Le Comté de Douglas est composé de 17 villes et 5 villages:

## Liens externes

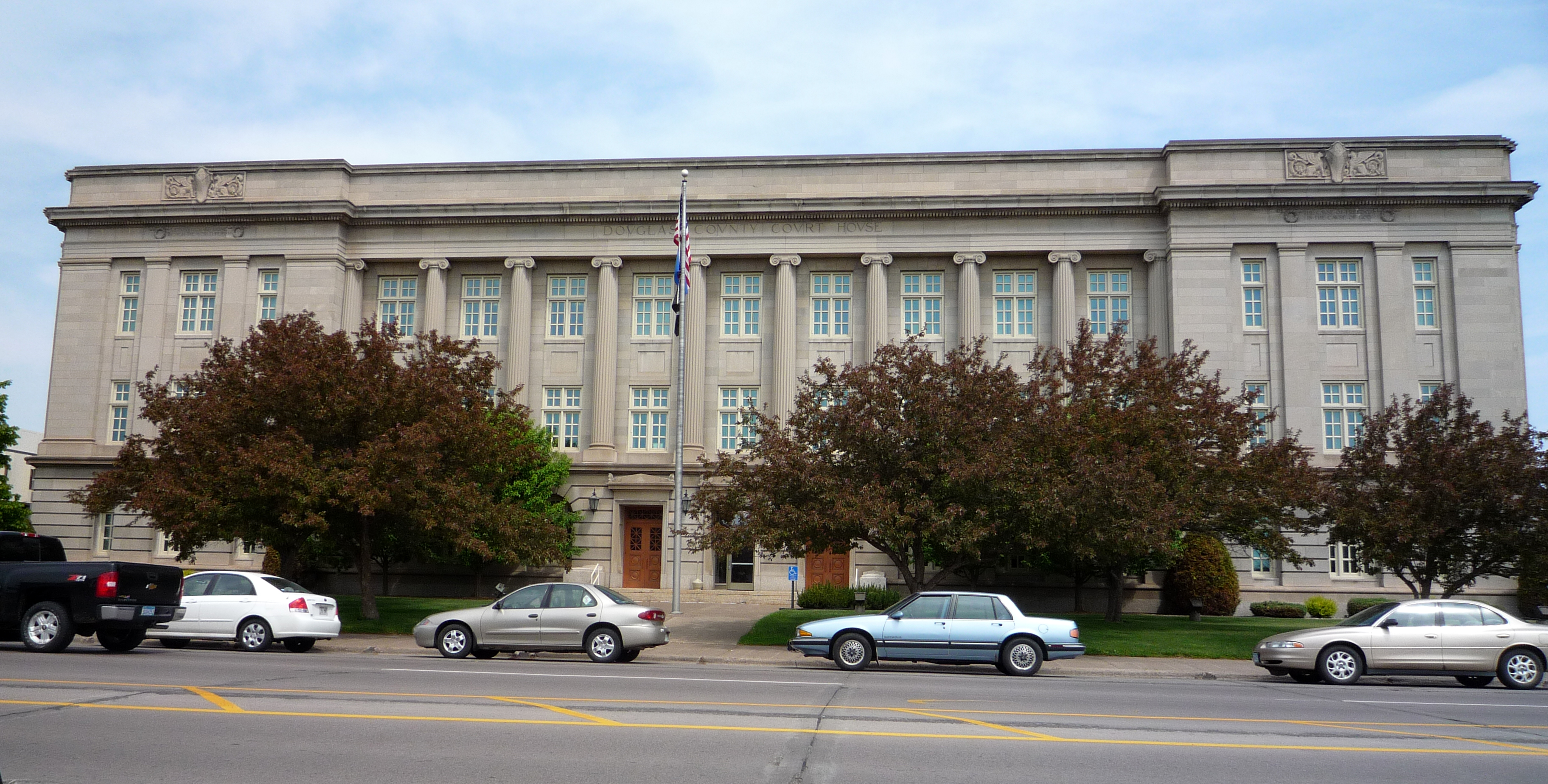
Douglas County Courthouse, Superior.

### Villes
- Amnicon
- Bennett
- Brule
- Cloverland
- Dairyland
- Gordon
- Hawthorne
- Highland
- Lakeside
- Maple
- Oakland
- Parkland
- Solon Springs (Ville)
- Summit
- Superior (Ville)
- Superior (Siège de comté)
- Wascott

### Villages
- Lake Nebagamon
- Oliver
- Poplar
- Solon Springs (Village)
- Superior (Village)